# Macmillan Publishers
Macmillan Publishers Ltd, или The Macmillan Group, — частное международное книжное издательство, одно из старейших издательств в мире. С 1999 года принадлежит Georg von Holtzbrinck Publishing Group.

## История
Издательство было основано в 1843 году двумя шотландскими братьями — Дэниелом и Александром Макмилланами. В ранний период своей истории, Macmillan Publishers опубликовало произведения таких авторов, как Чарльз Кингсли (1855), Томас Хьюз (1859), Фрэнсис Тёрнер Палгрейв (1861), Кристина Россетти (1862), Мэтью Арнолд (1865), Льюис Кэрролл (1865), Альфред Теннисон (1884) Томас Харди (1886) и Редьярд Киплинг (1890). В последующие годы издательство продолжило традицию, опубликовав произведения таких авторов, как Уильям Йейтс, Рабиндранат Тагор, Шон О’Кейси, Джон Мейнард Кейнс, Чарльз Лангбридж Морган, Хью Уолпол, Маргарет Митчелл, Чарльз Перси Сноу, Румер Годден и Рам Шаран Шарма. В 1869 году Macmillan начало публикацию журнала Nature, а в 1877 году опубликовало музыкальный словарь «Grove Dictionary of Music and Musicians».
В 1964—1986 годах директором издательства являлся бывший премьер-министр Великобритании Гарольд Макмиллан. После его смерти компанию возглавил его внук, Александр Макмиллан.
В 1995 году 70 % акций компании было куплено немецким медиаконцерном Georg von Holtzbrinck Publishing Group. В 1999 году Holtzbrinck приобрёл остальные 30 % акций.

### Macmillan в США
Первый офис Macmillan в США был открыт Джорджем Бреттом в 1869 году. В 1896 году американский филиал издательства был продан семье Бретт, что привело к созданию американской кампании Macmillan Publishing. Под руководством семьи Бретт, Macmillan публиковал таких американских писателей, как Маргарет Митчелл и Джек Лондон. Семья Бретт оставалась во главе компании до начала 1960-х годов, когда произошло слияние Macmillan Publishers с Crowell Collier и издательство превратилось в медиагиганта Macmillan, Inc. В 1989 году Macmillan был приобретён британским бизнесменом Робертом Максвеллом. После смерти Максвелла в 1991 году издательство обанкротилось и было куплено американской компанией Pearson в 1998 году, вслед за покупкой Simon & Schuster. В 2001 году издательство было куплено Georg von Holtzbrinck Publishing Group. Однако McGraw-Hill продолжает заниматься дистрибьюторством школьной образовательной литературы в США через бренд Macmillan/McGraw-Hill.